# کاترین کورنارو
کاترین کورنارو (یونانی: Αικατερίνη Κορνάρο؛ ۲۵ نوامبر ۱۴۵۴ – ۱۰ ژوئیه ۱۵۱۰ )، آخرین حاکم پادشاهی قبرس بود. او علاوه بر قبرس، عنوان ملکه اورشلیم، ملکه ارمنستان نیز داشت. او پس از ازدواج با جیمز دوم قبرس مبدل به ملکه هم‌نشین قبرس شد اما پس از مرگ همسرش نایب حکومت پسرش شد. با این حال با مرگ پسرش، او به تنهایی ملکه حاکم این جزیره شد تا سال ۱۴۸۹ این عنوان را برای خود حفظ کرد تا اینکه با فشار جمهوری ونیز از مقام خود خلع شد تا قبرس مبدل به قلمروی جمهوری ونیز شود.